# Risa mongolica
Risa mongolica är en tvåvingeart som beskrevs av Papp 1977. Risa mongolica ingår i släktet Risa och familjen vattenflugor.
Artens utbredningsområde är Mongoliet. Inga underarter finns listade i Catalogue of Life.